# Serdaioi
I Serdaioi erano un'antica popolazione dell'Italia preromana. La loro appartenenza etnico-linguistica e l'area da loro abitata sono ignote, tuttavia la monetazione magnogreca di area achea sembra suggerire che fossero inquadrabili nell'orizzonte enotrio, probabilmente sul versante tirrenico dell'attuale Calabria. Il loro nome compare su una tavola bronzea appartenente al thesauros sibarita di Olimpia in cui i Sibariti riportano un trattato di alleanza risalente al terzo quarto del VI secolo, garantito da Poseidonia.